# Industries créatives
Les industries créatives sont des acteurs majeurs de l'économie de la connaissance et s'inscrit dans l'économie créative. Leur développement rapide est le reflet de la contribution de plus en plus importante de l’économie de l’immatériel à la croissance économique.
Les industries créatives apparaissent comme des outils de gestion et de communication de l’identité d'un pays, d'une région ou d’une ville. Une politique industrie créative n’a de sens et de portée qu’intégrée à une politique plus large d’innovation. Elle est également compatible et a vocation à être le lien et l’ombrelle entre des politiques des filières.

## Définition des industries Créatives
Les industries créatives apparaissent comme les industries de la création. Définies par l’Unesco comme étant des industries qui touchent à la fois la création, la production et la commercialisation de contenus créatifs de nature culturelle et immatérielle. Les contenus sont généralement protégés par le droit d'auteur et ils peuvent s’apparenter à un bien ou à un service.
D’ordinaire, les industries culturelles incluent l’édition imprimée et le multimédia, la production cinématographique audiovisuelle et phonographique, ainsi que l’artisanat et le design. Le terme "industries créatives" comprend un plus grand ensemble d’activités qui englobent les industries culturelles auxquelles s’ajoutent toutes les activités de production culturelle ou artistique, qu’elles aient lieu en direct ou qu’elles soient produites à titre d’entité individuelle. Les Industries Créatives sont celles dont les produits ou les services contiennent une proportion substantielle d’entreprise artistique ou créative et comprennent des activités comme l’architecture et la publicité.
Une autre définition permet de renforcer le concept et d’éclairer les enjeux et caractéristiques des industries créatives. Elles sont très prometteuses en termes de croissance et sont, en outre, des véhicules d’identité culturelle, à même de stimuler la diversité culturelle.

« Les industries créatives produisent des liens symboliques/id, expériences, images) dont la valeur dépend principalement du jeu des significations symboliques. Les valeurs dépendent des consommateurs finaux qui décodent et identifient les valeurs dans ces significations. La valeur des « liens symboliques » est aussi dépendante des perceptions de l’utilisateur que de la création du contenu original, et cette valeur peut ou non se transformer en un retour sur investissement »

 -- Bilton & Leavy

« Les industries créatives mettent en avant « une consommation d’expérience ». La consommation se fait sur des bases symboliques et sur des sphères non uniquement focalisées sur l’expérience de consommation. »

### Les industries créatives et l'économie de la connaissance[4]
- L'économie de la connaissance met en exergue la capacité d'apprentissage dans une dynamique d'innovation et la capacité à détenir, protéger et développer des ressources critiques.
- L'économie de la connaissance implique de faire travailler des talents entre eux. Ces talents se situent dans diverses sphères comme la recherche, les entreprises, les collectivités, la formation.
- Les acteurs créatifs sont au cœur du modèle. Il est important de les connaître et de les mettre en relation les uns avec les autres mais également avec l'ensemble des acteurs pouvant contribuer à une chaîne de valeur ou un écosystème novateur.
- Les industries créatives sont des industries à très forte concentration de capital immatériel.
- Elles comportent de nombreuses PME et TPE s'intégrant dans un écosystème de relations afin d'emmener l'idée sur le marché. Elles ont un potentiel collaboratif fort.
- L'innovation et la créativité sont au cœur du modèle économique.

### Définition de l’innovation et de la créativité[4]
L'innovation est le résultat de l'action d'innover. C'est un changement dans le processus de pensée visant à exécuter une action nouvelle. Elle se distingue d'une invention ou d'une découverte dans la mesure où elle s'inscrit dans une perspective applicative.
Le manuel d’Oslo définit quatre types d’innovation:
- Création d’un nouveau produit, prestation commerciale ou service.
- Nouvelles techniques pour la production de biens ou la réalisation de prestations de service.
- Innovation d’organisation.
- Innovation de marketing.

La Commission européenne appelle à s’intéresser aux formes les plus larges d’innovation.
La créativité décrit, de façon générale, la capacité d'un individu ou d'un groupe à imaginer ou construire et mettre en œuvre un concept neuf, un objet nouveau ou à découvrir une solution originale à un problème.
Elle peut être plus précisément définie comme « un processus psychologique ou psycho-sociologique par lequel un individu ou un groupe d'individus témoigne d'originalité dans la manière d'associer des choses, des idées, des situations et, par la publication du résultat concret de ce processus, change, modifie ou transforme la perception, l'usage ou la matérialité auprès d'un public donné. ». Elle croise notamment la créativité individuelle avec la sérendipité ; l'aptitude à utiliser des éléments trouvés alors qu'on cherchait autre chose.

## Quelles sont les filières concernées?
Une classification possible des filières concernées par les Industries Créatives est la suivante :

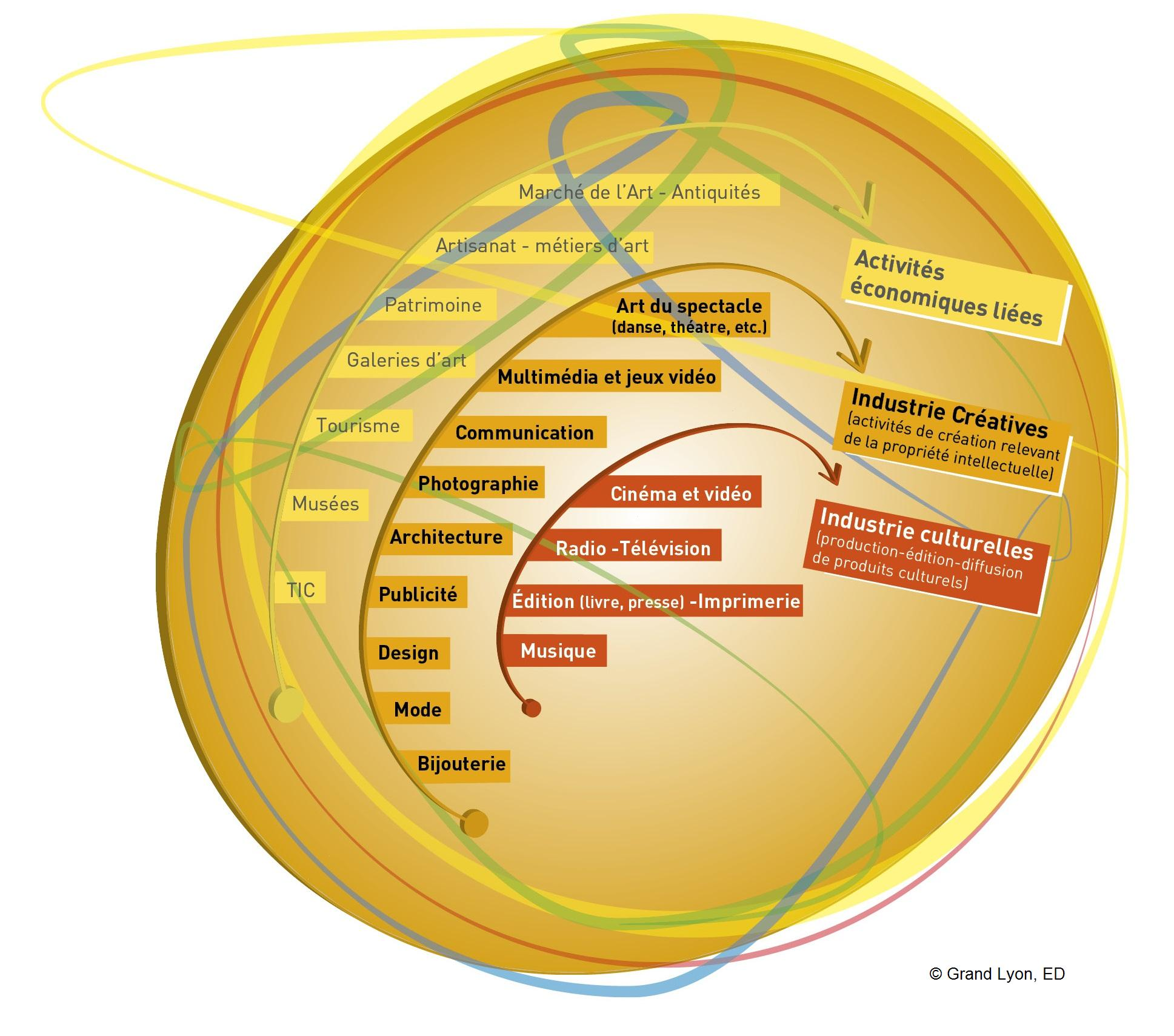
Schéma synthétique d'une classification possible du secteur des industries créatives, Grand Lyon, juin 2013

- Les industries culturelles : ce secteur concerne la production, l’édition et la diffusion de produits culturels. Il regroupe le cinéma, la vidéo, la radio, la télévision, l’édition, la musique, l’imprimerie, etc.
- Les industries créatives à proprement parler: ce secteur concerne toutes les activités relevant de la propriété intellectuelle. Il regroupe la publicité, l’architecture, la mode, la communication, les arts du spectacle, la bijouterie, la photographie, le design, les multimédias, etc.
- Les activités économiquement liées aux industries créatives et culturelles : ce secteur regroupe le tourisme, les galeries d’art, les musées, le patrimoine, l’artisanat et les métiers d’art, les TIC, le marché de l’art et les antiquités, etc.

## Les caractéristiques des Industries Créatives[5]
Dans la plupart des rapports, trois constats principaux émergent concernant les industries créatives :
- Celui du rang significatif qu’elles occupent dans la société (bien que variable) ainsi que leur taux de croissance plus élevé que la moyenne.
- Celui de la diversité des modes d’organisation et de fonctionnement au sein du vaste secteur des industries créatives. Les rapports soulignent souvent qu’il est nécessaire de favoriser les rapprochements entre les secteurs ou les branches qui composent les industries créatives. Certains rapports, notamment le rapport allemand, s’attachent à étudier les similitudes de fonctionnement qui primeraient sur les différences.
- Celui de la place particulière du design et du software de jeux.

## Industries créatives et attentes de ce secteur vis-à-vis du reste de l’économie
Dans son Livre vert publié en 2010, « Libérer le potentiel des industries culturelles et créatives », la Commission européenne indique que : « si l’Europe veut rester compétitive dans cet environnement mondial en constante évolution, elle doit mettre en place des conditions permettant à la créativité et à l’innovation de s’épanouir dans une nouvelle culture entrepreneuriale ».
À ce titre, poursuit-elle, « les industries culturelles et créatives disposent d’un potentiel largement inexploité de création de croissance et d’emplois ».
La Commission européenne souligne que les industries créatives possèdent un fort potentiel de croissance et procurent des emplois de qualité à quelque cinq millions de personnes à travers l’Union européenne.
Le rapport de l’ICN Business School commandé par le Grand Lyon en 2007 précise ce que ces industries peuvent apporter au reste de l’économie:
- Leur perception de ce qu'est la consommation, une réflexion en termes de symboles et d'expériences permettant d’aller au-delà de l'approche produits ou services.
- Leur capacité entrepreneuriale permettant soit une mutualisation des moyens pour d'autres secteurs en externalisant certaines activités soit une dynamique d'essaimage
- La mobilité naturelle des acteurs de ce secteur en comparaison d’autres secteurs

## Les industries créatives à l'heure du numérique

### Industries créatives et données[6]
« Les industries culturelles et créatives ont été les premières à connaître de profondes mutations sous l’impulsion des usages numériques et de la dématérialisation des contenus. » Parmi les conséquences de ces mutations, héritées entre autres de la dématérialisation des contenus, la production, la collecte et le traitement massif des données numériques occupent désormais une place centrale. À la fois dans les modèles sur lesquels reposent certaines entreprises des industries créatives, mais également à travers certaines préoccupations, notamment lorsqu'il s'agit de la protection de ces données.
Car désormais, les données personnelles sont au cœur des modèles économiques des nouveaux grands acteurs qui participent aux industries créatives (Amazon, Spotify, Netflix, Steam, etc). Des modèles économiques allant des services gratuits financés par les revenus publicitaires aux services d'abonnements. Ces données, puisqu'elles concernent les relations entre les utilisateurs et des œuvres culturelles et artistiques, ont un véritable « caractère intime » pour les entreprises qui les collectent. Elles se divisent entre six principaux types et concernent autant les utilisateurs que les contenus qu'ils consultent : 
1. Des données personnelles dites classiques reliées à l'identité, au profil de l'utilisateur (nom, prénom, mail, etc) et permettant d'assurer le bon fonctionnement de la relation client.
2. Des données descriptives des contenus. Comme les données de catalogage (pour une chanson : le nom de l'artiste, de l'album, l'année, etc) mais aussi des données techniques (format, compression, etc) et des données juridiques (par exemple, les droits de diffusion d'une œuvre).
3. Des données relatives à des informations générales sur la consommation des contenus (nombre de commentaires, de vues, de lectures, etc).
4. Des données d'enrichissement (évaluations, paroles, critiques, etc) parfois fournies par les utilisateurs.
5. Des données concernant l'usage, les comportements et les goûts de chaque utilisateur. Elles peuvent être générales (durée en ligne ou fréquence d'achat) mais également beaucoup plus fines (vitesse de lecture d'un ebook).
6. Des données de contexte, comme la localisation d'un utilisateur.

Les données sont traitées de manière spécifique selon les secteurs des industries créatives dans lesquelles elles sont collectées : 
Pour les livres numériques, il s'agit de données techniques sur la lecture : passages favoris, temps de lecture, moyenne ainsi que l'analyse sémantique des contenus. Pour les jeux vidéo en ligne (essentiellement les jeux vidéo sur smartphone), les statistiques de jeu ou les choix de l'utilisateur vis-à-vis des contenus additionnels (souvent payants) sont, parmi d'autres, des données clés. Pour les services de musique en streaming, les données clés concernent les goûts des utilisateurs (styles, genres, sous-genres musicaux) et l'intensité de la consommation des contenus, notamment en fonction du contexte. L'objectif pour les entreprises qui proposent ces services est de dépasser le format playlist et de prendre en compte la contextualisation de l'écoute pour qu'à terme, la musique s'adapte en fonction de notre quotidien. Pour les services de vidéos à la demande, les goûts et les préférences de consommation mais aussi la composition du foyer (nombre d'adultes, d'enfants, etc) sont pris en compte. 
Toutes ces données sont en partie collectées pour amener à l'utilisateur des recommandations pertinentes et personnaliser au mieux son expérience. Le service gagne alors en attractivité, les utilisateurs s'y fidélisent plus facilement et les revenus des entreprises peuvent être optimisés. Il faut aussi mentionner que les données sont recueillies collectivement, en réseau, et que même si les recommandations tendent à être personnalisées, elles ne sont pas moins le résultat d'une collecte collective et donc, de logiques interdépendances entre tous les utilisateurs du service concerné. Ces dispositifs de recommandations peuvent par ailleurs être vues comme des impératifs économiques pour ces entreprises et une réponse à l'incertitude sur les marchés, caractéristique des industries créatives. 